# Söderköping
För andra betydelser, se Söderköping (olika betydelser).

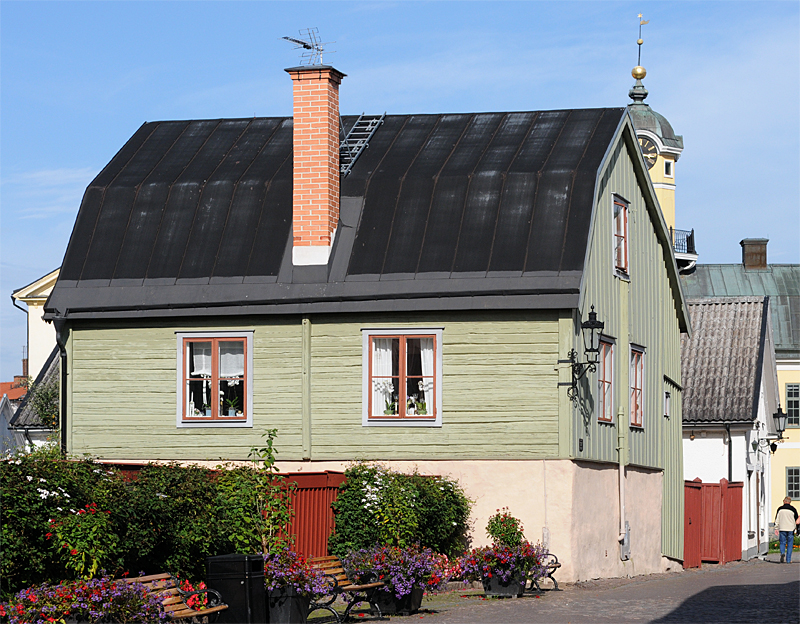
Källarhuset från tidigt 1500-tal och övervåning från 1700-talet i trä. Byggnadsminne

Söderköping är en tätort i Östergötland samt centralort i Söderköpings kommun i  Östergötlands län, belägen 16 km söder om Norrköping.

## Historia

### Äldre historia (fram till 1800)

#### Fornminnen
Själva staden Söderköping saknar egentliga fornminnen före cirka år 1000 eftersom den nuvarande stadens centrala delar till omkring år 900 var en del av havsbottnen av viken Slätbaken. Landhöjningen gav en torr landyta först vid ungefär den tiden.
På höjderna vid Skönberga kyrka och Ljunga gård strax söder om staden finns emellertid rikligt med gravar från äldre tider vilket bör tyda på att en form av samhällsbildning fanns där innan Söderköping kom till, kanske att man kan tala om ett Söderköping före Söderköping. Det samhället låg nära vattnet och det kan ju vara så att när landhöjningen fortsatte och man behövde leva nära vattnet så flyttades samhället vid Skönberga och kom att bilda staden Söderköping.
Även vid Braberg, Mariehov med flera platser alldeles i stadens närhet finns fornminnen, bland annat fornborgar av mindre slag. Den stora fornborgen på Borgberget strax nordost om staden är inte arkeologiskt undersökt varför såväl dess tid som funktion är osäker.
Pålningarna i sundet vid Stegeborg och den så kallade vallen Götavirke fanns mycket tidigare än nuvarande staden Söderköping.

#### Runstenarna berättar
Den 11 juni 1965 upptäcktes en 2,4 meter hög runsten i Sankt Laurentii kyrka, i samband med en omfattande restaurering. Runstenen hade följande text: "Gunnvat reste denna sten efter Torsten och Torlak, sina söner" (översatt till modern svenska). Mitt på stenen finns ett ringkors, som tyder på att Gunnvat var kristen. Gissningsvis restes stenen omkring 1025. På en annan runsten från mitten av 1000-talet, i Gårdeby socken, står att läsa: "Halsten reste denna sten över sin fader Siner". På en tredje runsten i Mogata, också detta inom dagens kommungräns, står: "Germund och Anund reste denna sten efter Sote, sin fader. Frälse Gud hans själ." Allt detta tyder på att trakten kring Söderköping senast under 1000-talets första del var präglad av kristendomen. Stormän och bönder som hade möjlighet reste runstenar för att markera sin maktposition, religion och goda rykte.

#### Storhetstiden på 1200- och 1300-talen
Under 1100- och 1200-talen växte staden kraftigt och kom att bli en betydande handelsplats. Numera anser arkeologer att Söderköping bör betraktas som stad från omkring år 1200. Under decennierna kring sekelskiftet 1300 var staden också ett maktcentrum av rang, jämbördigt med Stockholm. Här byggdes kyrkor och kloster, här kröntes en kung och två drottningar och hit kom stormän från hela landet inför viktiga möten. Exempelvis förlades ett franciskankloster till staden 1235, och staden kom att ha en tre kyrkor uppförda under 1200-talet liksom ett helgeandshus och ett mynthus. Även en rådsinstitution finns omtalad från 1200-talet.
År 1250 testamenterade Sveriges drottning Katarina Sunesdotter Söderköping till sin syster Benedicta. Historikern Kaj Janzon skriver i utredningen Medeltidsfällan att Bengta Sunesdotters make Svantepolk Knutsson, (som var frilloson till den danske hertigen Knut Valdemarsson) förde en (heraldisk) leopard i skölden (Svantepolk Knutssons vapen ses till vänster), och stadssigillets kattdjur kan därför misstänkas för nära släktskap med Svantepolks. 

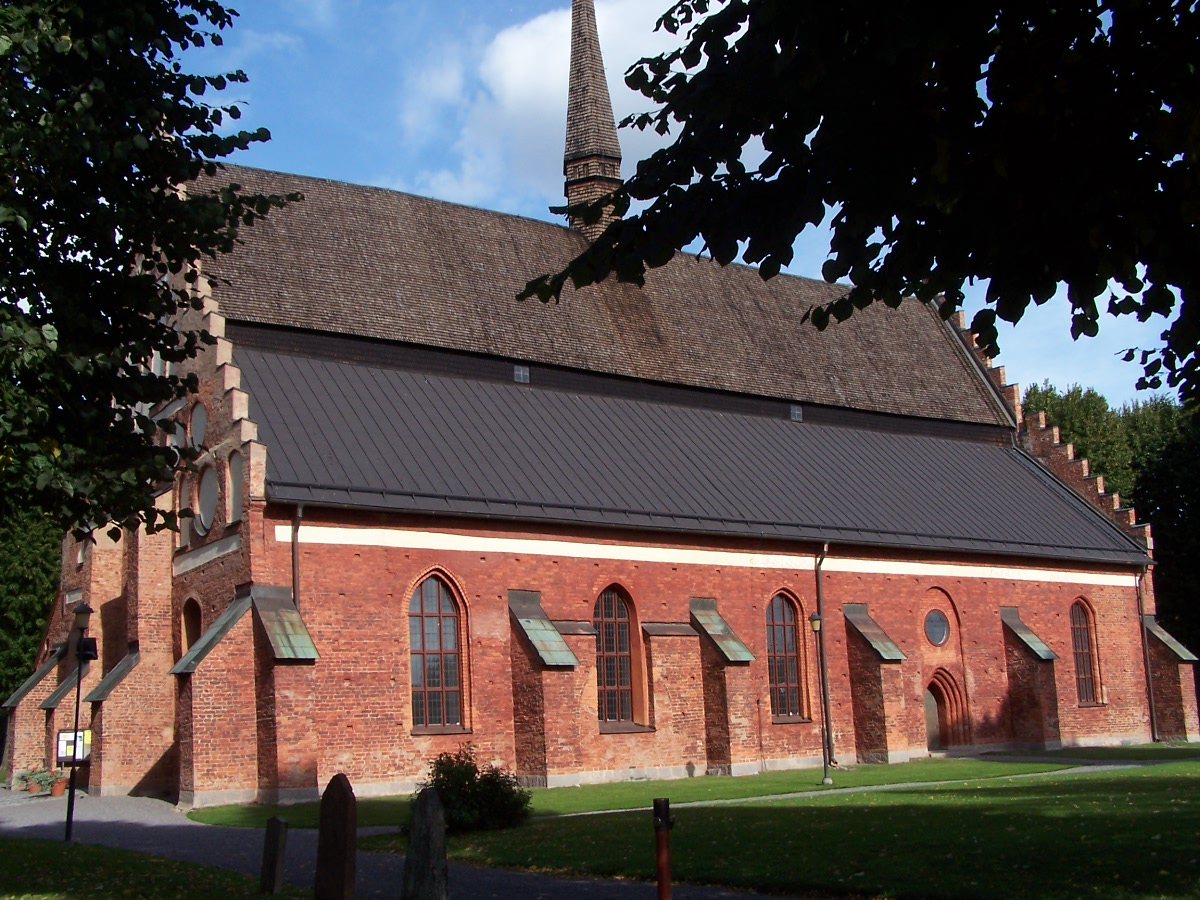
Sankt Laurentii kyrka uppförd i slutet av 1100-talet är en av Söderköpings två församlingskyrkor.

År 1281 kröntes Helvig av Holstein till Magnus Ladulås drottning i Sankt Laurentii kyrka. Vid samma ceremoni utsågs deras son Birger till tronföljare. I samband med festligheterna brann flera hus ner (enligt vissa berättelser, enligt andra brann staden inte alls då). År 1302 var det Birgers tur att få kronan på sitt huvud i samma helgedom. Hans drottning hette Märta. 57 år senare, på något som skulle kunna liknas vid en riksdag, omvaldes Magnus Eriksson till kung, efter att en tid fråntagits kronan av sonen Erik.
Drottning Margareta av Danmark kom ett antal år före Kalmarunionen att på ett möte i Söderköping få en position som gör att man kanske borde tala om "Söderköpingsunionen".

#### 1400- till 1800-talen
År 1436 slöts i Söderköping fred mellan Erik av Pommern och Engelbrekt.

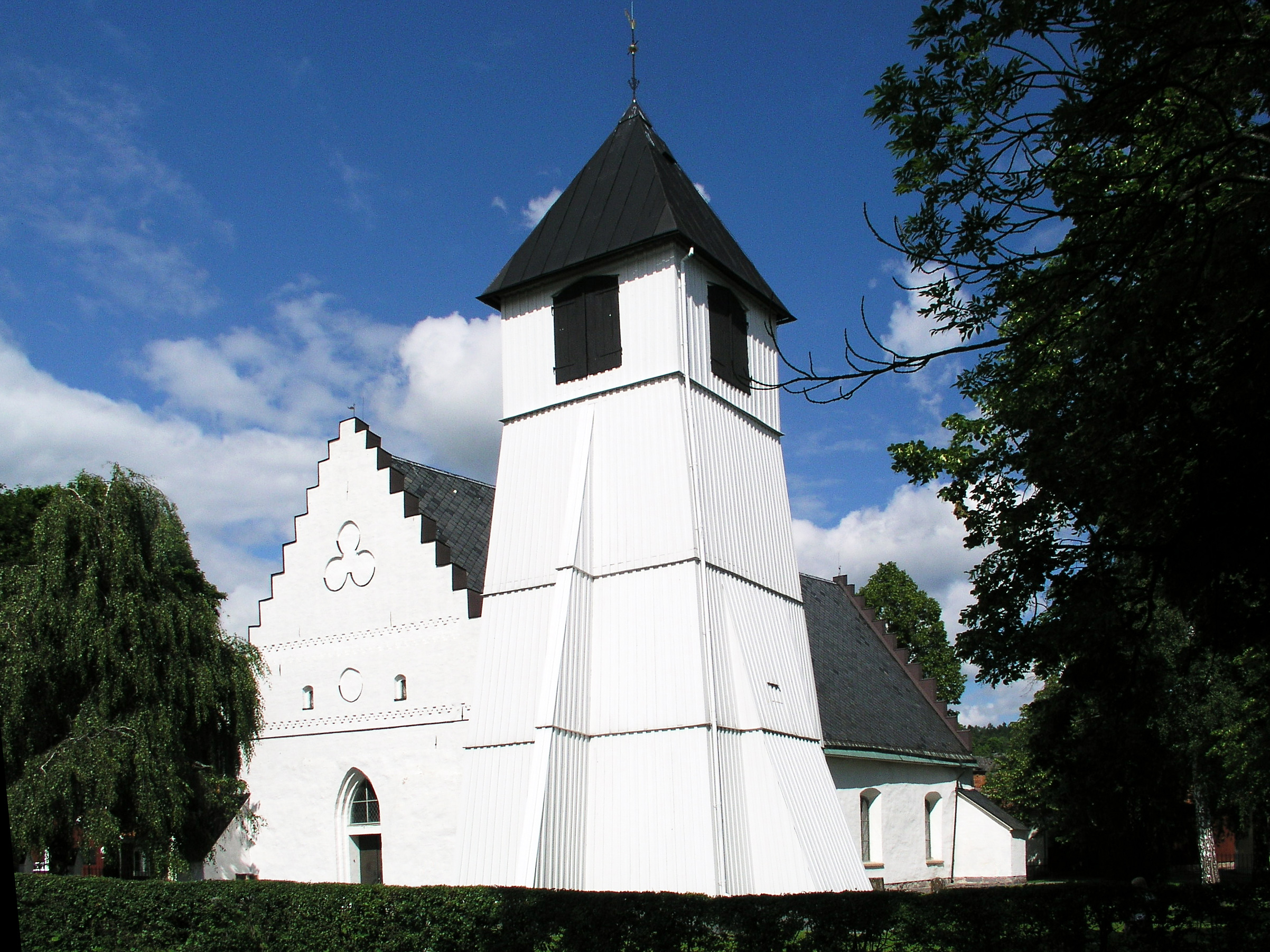
Drothems kyrka är den andra av de två församlingskyrkorna i Söderköping, även den belägen centralt i staden

 1517 ockuperades Söderköping av danska trupper under Kristian II, som krävde en rejäl summa för att inte ta staden. Å andra sidan tjänade staden på Kristians framfart, för när Stockholm på grund av den dansk-svenska striden inte fungerade som stapelstad, fick Söderköping tillfälligt överta rollen. Den visionäre Biskop Brask upprättade ett tryckeri (enligt traditionen, men det anses numera inte troligt att han anlade och ej heller använde det, men när Gustav Vasa ville stänga det 1526 så hade Hans Brask synpunkter på detta, men han tvingades fly landet efter reformationsriksdagen 1527). I sin strävan att försvåra tillvaron för den katolska kyrkan lät Gustav Vasa något senare stänga franciskanklostret (konventet)  i staden. 
Efter att Söderköping härjats av Rantzaus trupper 1567, återfick aldrig staden sin betydelse. (Även här finns det olika uppfattningar. På fler håll kan man tolka det så att svenskarna förstörde stora delar av staden för att förhindra att danska trupper roffade åt sig allt i densamma.) 
Landhöjningen hade sedan länge försvårat framkomligheten för de relativt djupgående tyska och senare nederländska handelskoggarna. Den nya hamnstaden i området blev vid 1700-talets början  i stället Norrköping. Söderköpings sista riksdag, vars ena syfte var att stärka hertig Karls position gentemot den regerande kungen (Sigismund), hölls 1595. Det andra syftet var att en gång för alla mota bort alla katoliker ur landet.

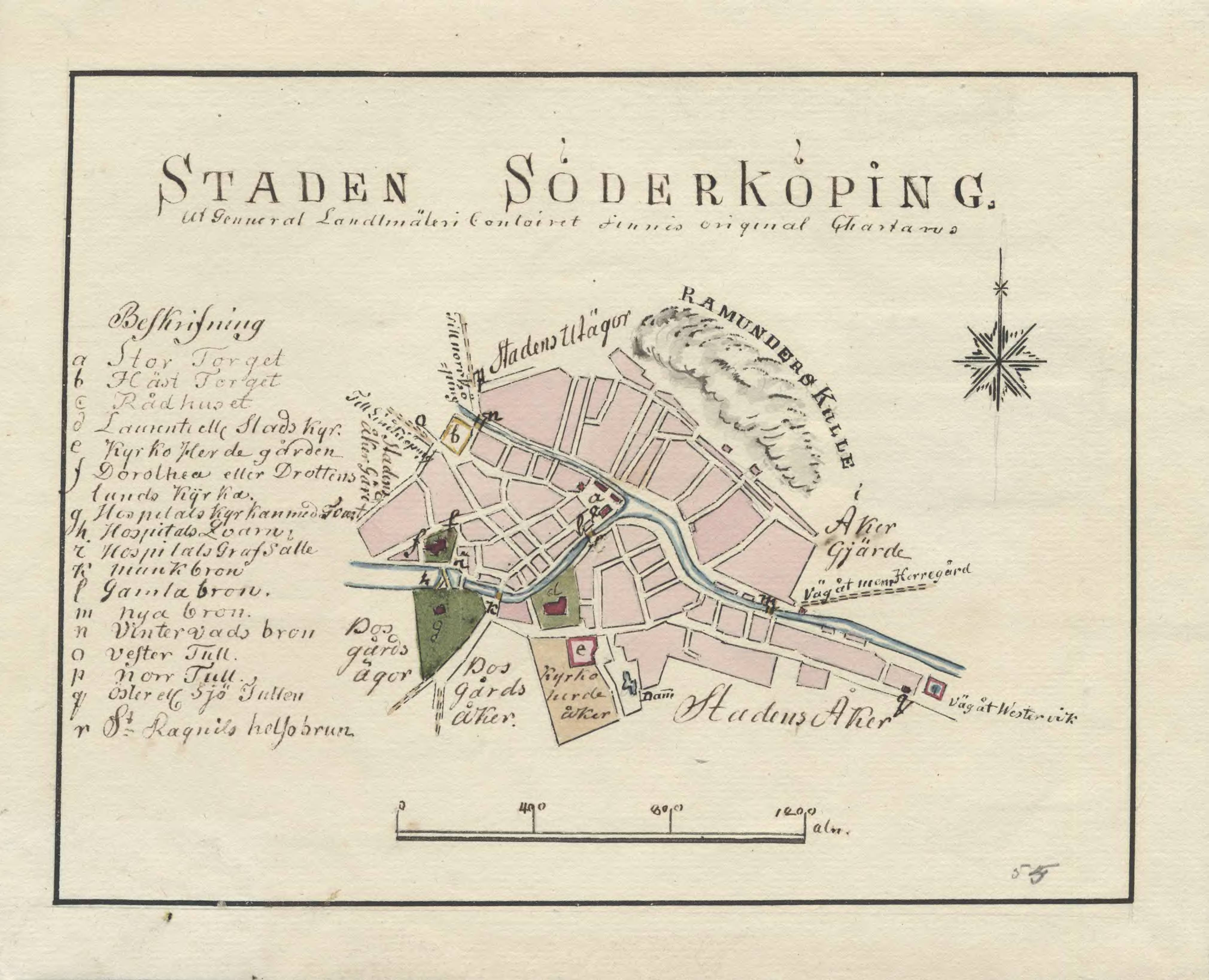
Karta över Söderköping från 1790-talet

### Modern historia (1800-tal och framåt)
Söderköping fick åter en viss betydelse genom Söderköpings brunn från 1719/1785 och byggandet av Göta kanal på 1800-talet. Under 1800-talet byggdes även en järnväg som har varit en viktig faktor för utvecklingen av Söderköping. Söderköping har förblivit en småstad och är idag ett välbesökt turistmål tack vare sin idylliska miljö från 18- och 1900-talen.

### Administrativa tillhörigheter
Söderköpings stad ombildades vid kommunreformen 1862 till en stadskommun. År 1952 utökades stadskommunen som sedan 1971/1974 uppgick i Söderköpings kommun med Söderköping som centralort.
I kyrkligt hänseende hört till Söderköpings församling som namnändrades 1953 till S:t Laurentii församling. Denna församling uppgick 2005 i en återbildad Söderköpings församling som 2010 uppgick i Söderköping S:t Anna församling.
Orten ingick till 1947 i domkretsen för Söderköpings rådhusrätt och därefter till 1971 i Hammarkind och Skärkinds tingslag. Sedan 1971 ingår Söderköping i Norrköpings domsaga.

### Befolkningsutveckling
Notera att befolkningsuppgifterna nedan avser staden, inte kommunen. Den nuvarande kommunen har 2020 ca 15 000 invånare.
| Befolkningsutvecklingen i Söderköping 1950–2020 | Befolkningsutvecklingen i Söderköping 1950–2020 | Befolkningsutvecklingen i Söderköping 1950–2020 | Befolkningsutvecklingen i Söderköping 1950–2020 | Befolkningsutvecklingen i Söderköping 1950–2020 |
| ----------------------------------------------- | ----------------------------------------------- | ----------------------------------------------- | ----------------------------------------------- | ----------------------------------------------- |
|                                                 |                                                 |                                                 |                                                 |                                                 |
| År                                              |                                                 |                                                 | Folkmängd                                       | Areal (ha)                                      |
| 1950                                            | 1950                                            |                                                 | 3 103                                           |                                                 |
| 1960                                            | 1960                                            |                                                 | 3 648                                           |                                                 |
| 1965                                            | 1965                                            |                                                 | 4 255                                           |                                                 |
| 1970                                            | 1970                                            |                                                 | 4 688                                           |                                                 |
| 1975                                            | 1975                                            |                                                 | 5 310                                           |                                                 |
| 1980                                            | 1980                                            |                                                 | 5 851                                           |                                                 |
| 1990                                            | 1990                                            |                                                 | 6 796                                           | 383                                             |
| 1995                                            | 1995                                            |                                                 | 6 968                                           | 388                                             |
| 2000                                            | 2000                                            |                                                 | 6 933                                           | 392                                             |
| 2005                                            | 2005                                            |                                                 | 6 951                                           | 397                                             |
| 2010                                            | 2010                                            |                                                 | 6 992                                           | 402                                             |
| 2015                                            | 2015                                            |                                                 | 7 418                                           | 505                                             |
| 2020                                            | 2020                                            |                                                 | 7 547                                           | 508                                             |
|                                                 |                                                 |                                                 |                                                 |                                                 |

### Bankväsende
Söderköpings sparbank grundades 1851 och uppgick 1970 i Sparbanken Östergötland, senare en del av Swedbank.
Östgöta enskilda bank hade kontor i Söderköping åtminstone från 1880-talet. År 1916 etablerade även Norrköpings enskilda bank ett kontor i Söderköping. Norrköpingsbanken uppgick senare i Östgötabanken.
Danske Bank/Östgöta Enskilda Bank lade ner kontoret i Söderköping 2005. Handelsbanken hade då ett kontor på orten, men det stängde den 14 juni 2021. Därefter finns Swedbank kvar på orten.

## Stadsbild
Stadskärnan har i stort sett bevarat medeltida gatunät, och delar av staden har en äldre samlad småstadsarkitektur i trä. Under marken finns upp till tre, på ett par ställen drygt 4 meter tjocka lager med lämningar av medeltidsbebyggelsen. Två av Söderköpings sevärdheter är dess båda kyrkor, S:t Laurentii kyrka och Drothems kyrka, som båda är från mitten eller slutet av 1200-talet. I staden finns medeltida källarstugor, det vill säga höga stenkällare med en trävåning över, bland annat Braskens tryckeri. Rådhuset (1777) och det intilliggande Blomqvistska huset (1857–1859). Johan III:s hus, är tegelbyggnader från 1400-talet.

### Söderköping brunn
Söderköpings brunn anlades 1718–1719 på Sankta Ragnhilds källa, som har medeltida anor. Numera finns här ett konferenshotell. Sankta Ragnhild är nu skyddshelgon för både Söderköping och Södertälje.

### Söderköpings kanalhamn

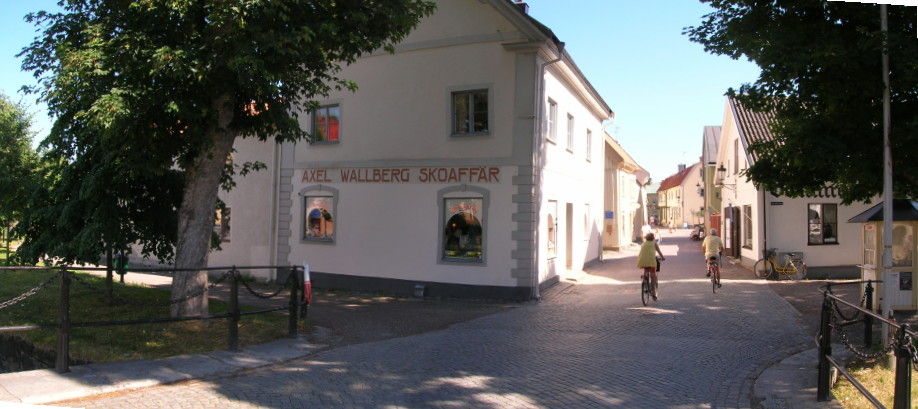
Storgatan med blandad 1700- och 1800-talsbebyggelse.

Söderköpings kanalhamn är en hamnanläggning vars stenkaj kantas av hamnmagasin, siloanläggning med mera. Tre av magasinen till Göta kanal är byggda på 1830-talet av liggande timmer med vit spritputs i två och fyra våningar. I kanalhamnen har kanalbåtarna M/S Juno, M/S Wilhelm Tham och M/S Diana en kajplats och härifrån avgår även M/S Athene på somrarna. Enkelslussen är byggd 1874 och har två portar. 
Under medeltiden och lång tid framöver skyddades stadsåns inlopp från havet av Skällviks borg och Stegeborg, vid Slätbaken.

### Skulptur av Katarina Sunesdotter
Drottning Katarina Sunesdotter testamenterade år 1250 Söderköping till sin syster Benedicta, och en skulptur föreställande drottning Katarina finns på Hagatorget i Söderköping. Skulpturen är gjord av S Dahlström 1965.. Hennes make finns som träskulptur i Hjo.

### Ramunderberget, förr Ramshäll
Omedelbart vid staden ligger Ramunderberget som med sina klippor lockar klättrare ifrån hela regionen. På berget finns även ett välbesökt utkikstorn. 
Det årliga återkommande motionsloppet Kanalrundan arrangeras av Skogspojkarnas OK och passerar utkikstoppen som ett delmål.

## Söderköping i film och på TV
Många TV- och filmproduktioner har spelats in i Söderköping. Bland mer kända svenska produktioner finns Göta Kanal (1981) och filmatiseringarna om Astrid Lindgrens figur Madicken, Du är inte klok, Madicken (1979) och Madicken på Junibacken (1980). Även tysk TV har valt Söderköpings stadskärna som bakgrundsmiljö, som i TV-serien Inga Lindström.

### Fotnoter
1. 1 2  Statistiska tätorter 2023, befolkning, landareal, befolkningstäthet per tätort, SCB, 28 november 2024, läs online.[källa från Wikidata]
2. ↑  Land- och vattenareal per den 1 januari efter region och arealtyp. År 2012–2019, SCB, 21 februari 2019, läs online.[källa från Wikidata]
3. ↑  Folkmängd och befolkningsförändringar - Kvartal 1, 2025, SCB, 13 maj 2025, läs online.[källa från Wikidata]
4. ↑  Befolkning i tätorter 1960-2010, SCB, läs online, läst: 11 september 2013.[källa från Wikidata]
5. ↑  Kodnyckel för SCB:s statistiska tätorter och småorter - Koppling mellan gammalt och nytt kodsystem, SCB, 11 november 2021, läs online.[källa från Wikidata]
6. ↑  Harrison, Dick En medeltida storstad. Historien om Söderköping. Norstedts förlag.
7. ↑  Harrison, Dick En medeltida storstad. Historien om Söderköping. Norstedts förlag
8. ↑  Landskap och urbanisering – Östergötland ur ett centralortsperspektiv 700-1300, Karin Lindeblad
9. 1 2  Söderköpings kommun: Skulpturer i Söderköping Arkiverad 28 augusti 2010 hämtat från the Wayback Machine., hämtad 22 september 2012.
10. ↑  Vapenlikhetsfällan: Vapen- och sigillbruk under svensk medeltid. En introduktion för släkthistoriker, jämte rättelser till Svenska medeltidsvapen Arkiverad 21 mars 2019 hämtat från the Wayback Machine. av Kaj Janzon, Svensk Genealogisk Tidskrift 2015:1
11. ↑  ”Söderköpings historia”. www.soderkoping.se. https://www.soderkoping.se/kultur-fritid/soderkopings-historia/. Läst 17 april 2018.
12. ↑  Andersson, Per (1993). Sveriges kommunindelning 1863–1993. Mjölby: Draking. Libris 7766806. ISBN 91-87784-05-X
13. ↑  ”Förteckning (Sveriges församlingar genom tiderna)”. Skatteverket. 1989. http://www.skatteverket.se/privat/folkbokforing/omfolkbokforing/folkbokforingigaridag/sverigesforsamlingargenomtiderna/forteckning.4.18e1b10334ebe8bc80003999.html. Läst 17 december 2013.
14. ↑  Elsa Trolle Önnerfors: Domsagohistorik - Norrköpings tingsrätt (del av Riksantikvarieämbetets Tings- och rådhusinventeringen 1996-2007)
15. ↑  ”Landareal per tätort, folkmängd och invånare per kvadratkilometer. Vart femte år 1960 - 2016”. Statistiska centralbyrån. Arkiverad från originalet den 13 juni 2017. https://web.archive.org/web/20170613011648/http://www.statistikdatabasen.scb.se/pxweb/sv/ssd/START__MI__MI0810__MI0810A/LandarealTatort/?rxid=ff9309f9-7ecb-480f-a73c-08d86b3e56f8. Läst 18 maj 2017.
16. ↑  ”Folkräkningen den 31 december 1950, totala räkningen folkmängd efter ålder och kön i kommuner, församlingar och tätorter, statistiska centralbyrån 1954”. Arkiverad från originalet den 23 juni 2011. https://www.webcitation.org/5zewoamwt?url=http://www.scb.se/statistik/MI/MI0810/2005A01x/MI0810_2005A01x_SM_MI38SM0703.pdf. Läst 1 februari 2014.
17. ↑  1886-1890 Östergötlands län BISOS H. Kungl. Maj:ts befallningshavandes femårsberättelser. Ny följd. 7. Åren 1886-1890. Östergötlands län, s. 38
18. ↑  Norrköpings enskilda bank under 1916, Svenska Dagbladet, 21 februari 1917
19. ↑  Utökning i Norrköping och Motala Arkiverad 17 april 2021 hämtat från the Wayback Machine., Danske Bank, 10 november 2005
20. ↑  Beskedet: Banken stänger kontoret – så svarar chefen, Norrköpings Tidningar, 30 mars 2021